# Biesles
Biesles é uma comuna francesa na região administrativa de Grande Leste, no departamento de Haute-Marne. Estende-se por uma área de 23,84 km². Em 2010 a comuna tinha 1 378 habitantes (densidade: 57,8 hab./km²).